# Polnische Fußballnationalmannschaft (U-16-Junioren)
Die polnische U-16-Fußballnationalmannschaft ist eine Auswahlmannschaft polnischer Fußballspieler. Sie untersteht dem Polski Związek Piłki Nożnej und repräsentiert sie international auf U-16-Ebene, etwa in Freundschaftsspielen gegen die Auswahlmannschaften anderer nationaler Verbände. Spielberechtigt sind Spieler, die ihr 16. Lebensjahr noch nicht vollendet haben und die polnische Staatsbürgerschaft besitzen, bei Einladungsturnieren kann hiervon gegebenenfalls abgewichen werden. Bei der U-16-Europameisterschaft 1993 gewann die Nachwuchsnationalmannschaft den Europameistertitel.

## Hintergrund und Geschichte
Derzeit wird in der U-16-Altersklasse kein offizielles Turnier mehr seitens der FIFA organisiert. Seit einer Pilotphase 2012 werden seitens der UEFA sog. „Entwicklungsturniere“ veranstaltet, die jedoch nicht den Charakter einer europaweiten Meisterschaft haben. Vielmehr steht hier die Sichtung von Nachwuchstalenten und der Austausch mit anderen Verbänden im Vordergrund.
Bis zur Anhebung des Altersniveaus 1989 um ein Jahr nahm die U-16-Nationalmannschaft an der Qualifikation für den entsprechenden FIFA-Weltmeisterschaftswettbewerb teil, seither tritt die U-17-Juniorenauswahl an. Der U-16-Auswahl blieb dabei eine Endrundenteilnahme verwehrt. Bis zur analogen Anhebung für die entsprechende Europameisterschaft im Jahr 2001 trat die U-16-Nationalelf ab 1982 in der Qualifikation an, bei insgesamt neun Endrundenteilnahmen gelang mit einem 1:0-Finalsieg gegen Italien durch einen Treffer von Marcin Szulik bei der U-16-EM-Endrunde 1993 mit dem Titelgewinn der größte Erfolg.

## Teilnahme an U-16-Weltmeisterschaften
(Seit 1991 U-17-Weltmeisterschaft)
| 1985 | nicht qualifiziert |
| 1987 | nicht qualifiziert |
| 1989 | nicht qualifiziert |

## Teilnahme an U-16-Europameisterschaften
(Ab 2002 U-17-Europameisterschaft)
| 1982 | nicht qualifiziert |
| 1984 | nicht qualifiziert |
| 1985 | nicht qualifiziert |
| 1986 | nicht qualifiziert |
| 1987 | nicht qualifiziert |
| 1988 | nicht qualifiziert |
| 1989 | nicht qualifiziert |
| 1990 | 3. Platz           |
| 1991 | Vorrunde           |
| 1992 | nicht qualifiziert |
| 1993 | Europameister      |
| 1994 | nicht qualifiziert |
| 1995 | Vorrunde           |
| 1996 | Vorrunde           |
| 1997 | Vorrunde           |
| 1998 | nicht qualifiziert |
| 1999 | 2. Platz           |
| 2000 | Vorrunde           |
| 2001 | Vorrunde           |